# Andrej Longo
 (août 2014).
Si vous disposez d'ouvrages ou d'articles de référence ou si vous connaissez des sites web de qualité traitant du thème abordé ici, merci de compléter l'article en donnant les références utiles à sa vérifiabilité et en les liant à la section « Notes et références ».
Pour les articles homonymes, voir Longo.
Œuvres principales
- Dix, 2007

Andrej Longo, né à Ischia (Province de Naples) en 1959 est un écrivain italien.

## Biographie
Il reçoit son prénom Andrej de la part de son père en hommage à Guerre et paix de Léon Tolstoï.
Diplômé en lettres du DAMS de Bologne, il exerce divers métiers comme pizzaïolo tout en collaborant à des œuvres théâtrales, radiophoniques et de cinéma.
En 2002, l'éditeur Meridiano Zero publie son recueil de nouvelles Più o meno alle tre. En 2003, il publie le roman Adelante per Rizzoli qui remporte le prix Sezione Narrativa Premio Nazionale Letterario Pisa.
En 2007, Andrej Longo publie Dieci (en français Dix) chez l'éditeur Adelphi. Il s'agit de récits situés à Naples et inspirés par les Dix Commandements. Ce livre remporte le prix Bagutta, le Premio Nazionale di Narrativa Bergamo et le prix Piero Chiara. Dieci est traduit en plusieurs langues.
En 2011, un de ses textes fait partie de l'anthologie Meridione d'inchiostro. Racconti inediti di scrittori del Sud (Stilo Editrice).
Le modèle littéraire d'Andrej Longo est le grand auteur classique napolitain Eduardo De Filippo.
Dans une interview au quotidien La Repubblica, le journaliste Antonio Gnoli lui demanda s'il se sentait un parvenu (un arresajuto) du fait d'être publié par la prestigieuse maison d'édition Adelphi. Andrej Longo répondit : « Je ne crois pas. J'ai envoyé Dieci à douze éditeurs. Onze l'ont refusé ou ignoré. Cela ne m'a pas perturbé plus que ça. Au fond, ce sont des choses qui font partie de la vie. Est-ce que je me sens aujourd'hui un arresajuto ? Non. L'arresajuto est un parvenu qui a renié ses racines. Et moi, sans mes racines, je ne pourrais pas écrire. »

## Œuvres

### En français
- Dix (it), Flammarion, 2010.

### En italien
- Prima o poi tornerò (1992), ed. Guida (insieme con un racconto di Lina Wertmüller)
- Più o meno alle tre (2002), ed. Meridiano Zero
- Adelante (2003), ed. Rizzoli
- Dieci (2007), ed. Adelphi
- Chi ha ucciso Sarah? (2009), ed. Adelphi
- Lu campo di girasoli (2011), ed. Adelphi
- L'altra madre, (2016), ed. Adelphi
- Solo la pioggia, (2021), ed. Sellerio
- Mille giorni che non vieni (2022), ed. Sellerio
- La forma dei sogni (2023), ed. Sellerio
- Undici. Non dimenticare (2025), ed. Sellerio